# Wagenübergang

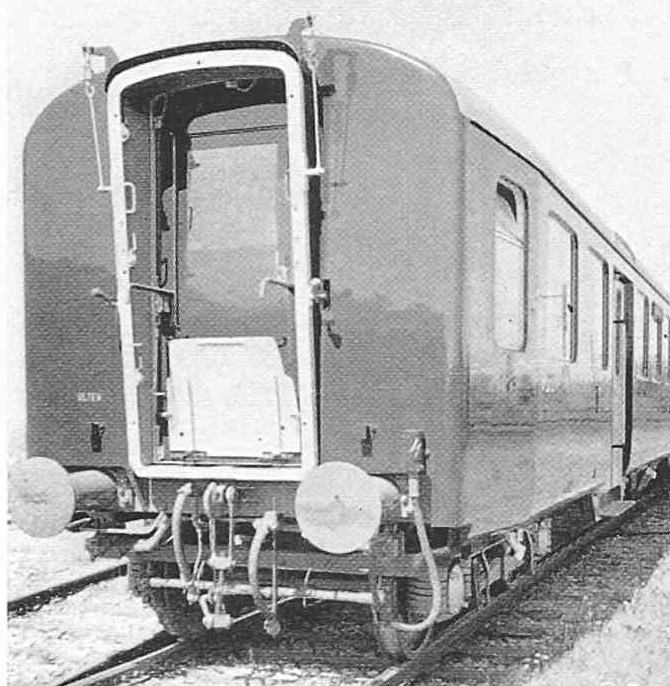
Stirnwand mit Wagenübergang eines SBB-Reisezugwagens

Ein Wagenübergang oder Personenübergang, abgekürzt PUG, auch Übergangseinrichtung,  ist eine Vorrichtung bei Reisezugwagen und Triebwagen, die es ermöglicht, sicher und bequem zwischen zwei gekuppelten Eisenbahnwagen zu wechseln. Die Wagenübergänge erlauben dem Personal und den Reisenden sich frei im Zug zu bewegen, um beispielsweise das Bordrestaurant oder die Toilette zu erreichen.

## Geschichte
In früheren Jahren waren keine Wagenübergänge vorgesehen, da die ursprünglich eingesetzten Abteilwagen keinen Durchgang durch den Wagen ermöglichten, sondern jedes Abteil eine separate Tür nach außen hatte. Bei Durchgangswagen, insbesondere Großraumwagen mit Mittelgang und Einstieg über offene Endbühnen nach amerikanischer Bauart, gab es dagegen bereits sehr früh offene Wagenübergänge, die nur durch seitliche Haltestangen gesichert waren und zunächst nur für das Personal freigegeben waren. Geschlossene Übergänge, die auch von Reisenden genutzt werden konnten, wurden Ende der 1860er Jahre sowohl in den USA als auch in Großbritannien eingeführt. Die luxuriösen Pullmanwagen gehörten zu den ersten Reisezugwagen mit geschlossenen Übergängen.
Die geschlossenen Wagenübergänge wurden anfangs als Faltenbalgübergänge ausgeführt, in den 1950er Jahren wurden im Betrieb einfachere Gummiwulstübergange eingeführt. Faltenbalg- und Gummiwulstübergänge von freizügig einsetzbaren Reisezugwagen sind nach UIC 561 genormt, damit international eingesetzte Wagen miteinander gekuppelt werden können. Für das Verbinden mit Faltenbälgen wurden Gummiwulstübergänge mit zwei seitlichen Spannfedern ausgerüstet. Seitdem Reisezugwagen mit Faltenbalgübergängen bedeutungslos geworden sind, werden sie wieder aus- und bei Neubauwagen nicht mehr eingebaut.
Bei in der Regel zusammenbleibenden Fahrzeugen, insbesondere innerhalb von Triebzügen, werden Wellen- und Faltenbälge wegen des besseren Komforts (Druckertüchtigung, Schallisolierung) verwendet.
Insbesondere auf Nebenbahnen blieb es bis nach dem Zweiten Weltkrieg bei offenen Wagenübergängen. Um sie für Reisende nutzbar zu machen, wurden die Seiten durch hohe Scherengitter geschützt. Derartige Übergänge halten sich beispielsweise bei Triebwagen in Tschechien bis in die Gegenwart. Ihr Vorteil ist, dass sie sich an den Zugenden in die Wagenkastenkontur einziehen lassen.

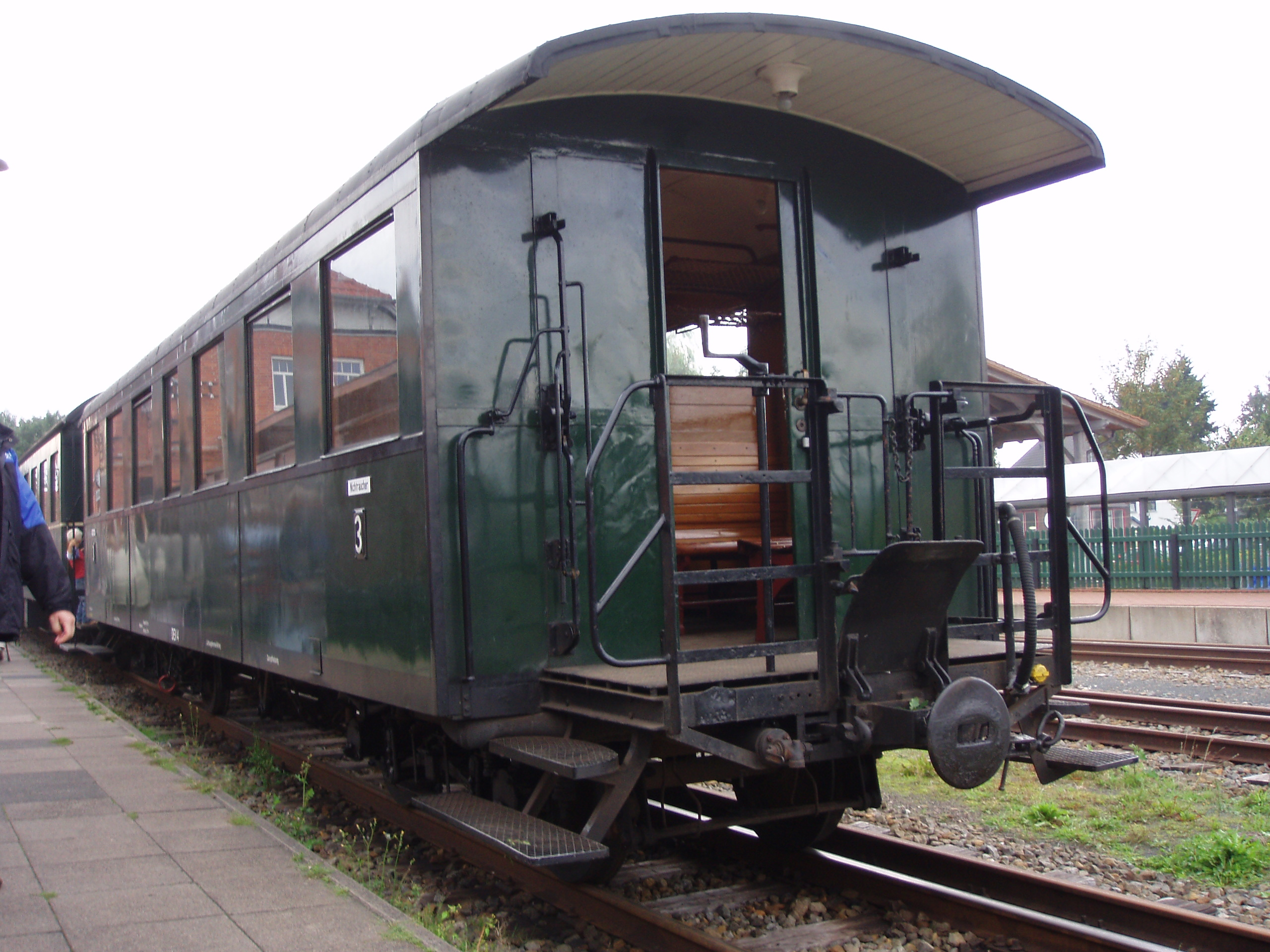
Offener Wagenübergang von der Einstiegsplattform aus
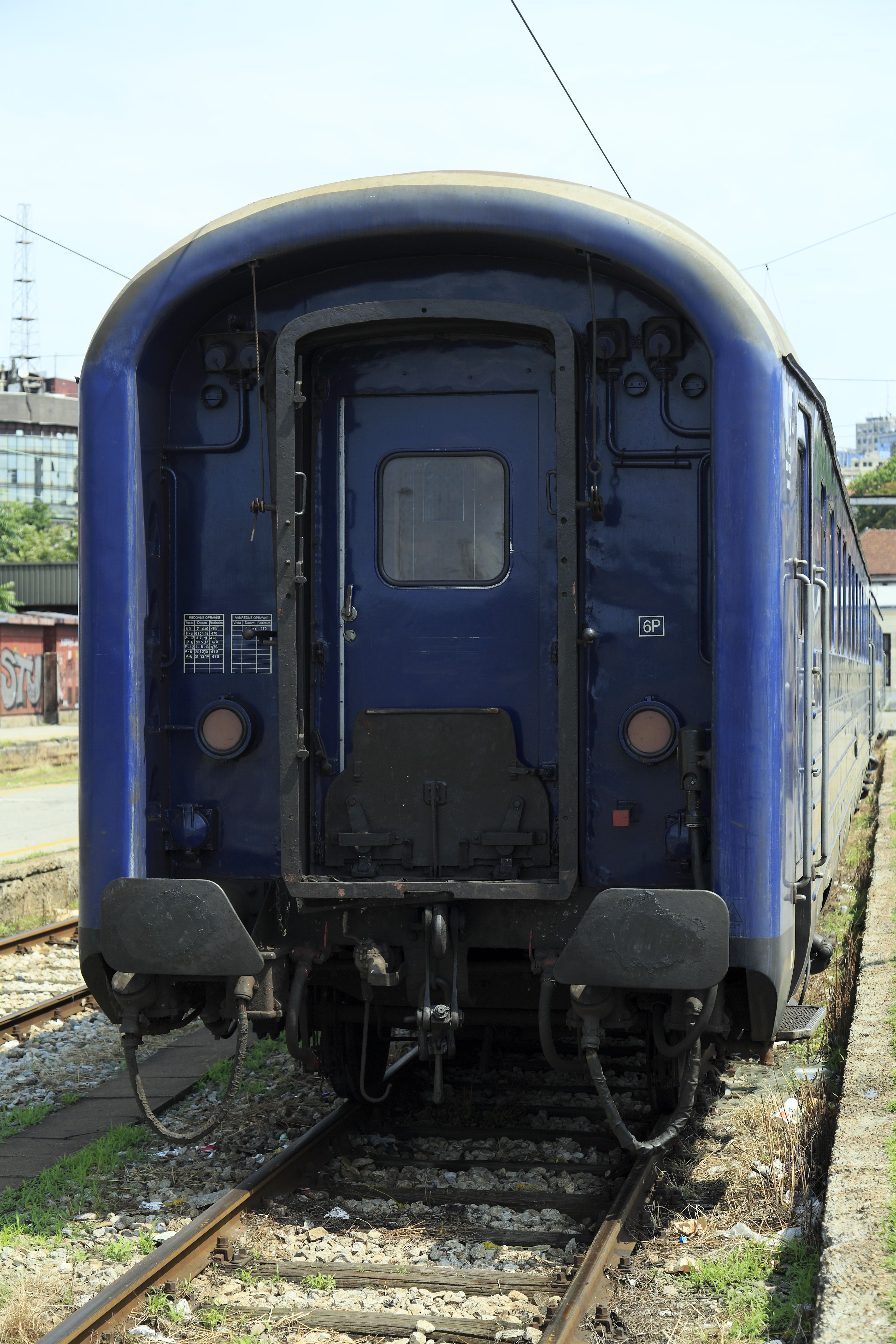
Faltenbalg mit genormtem Anschlussrahmen (eingezogen)
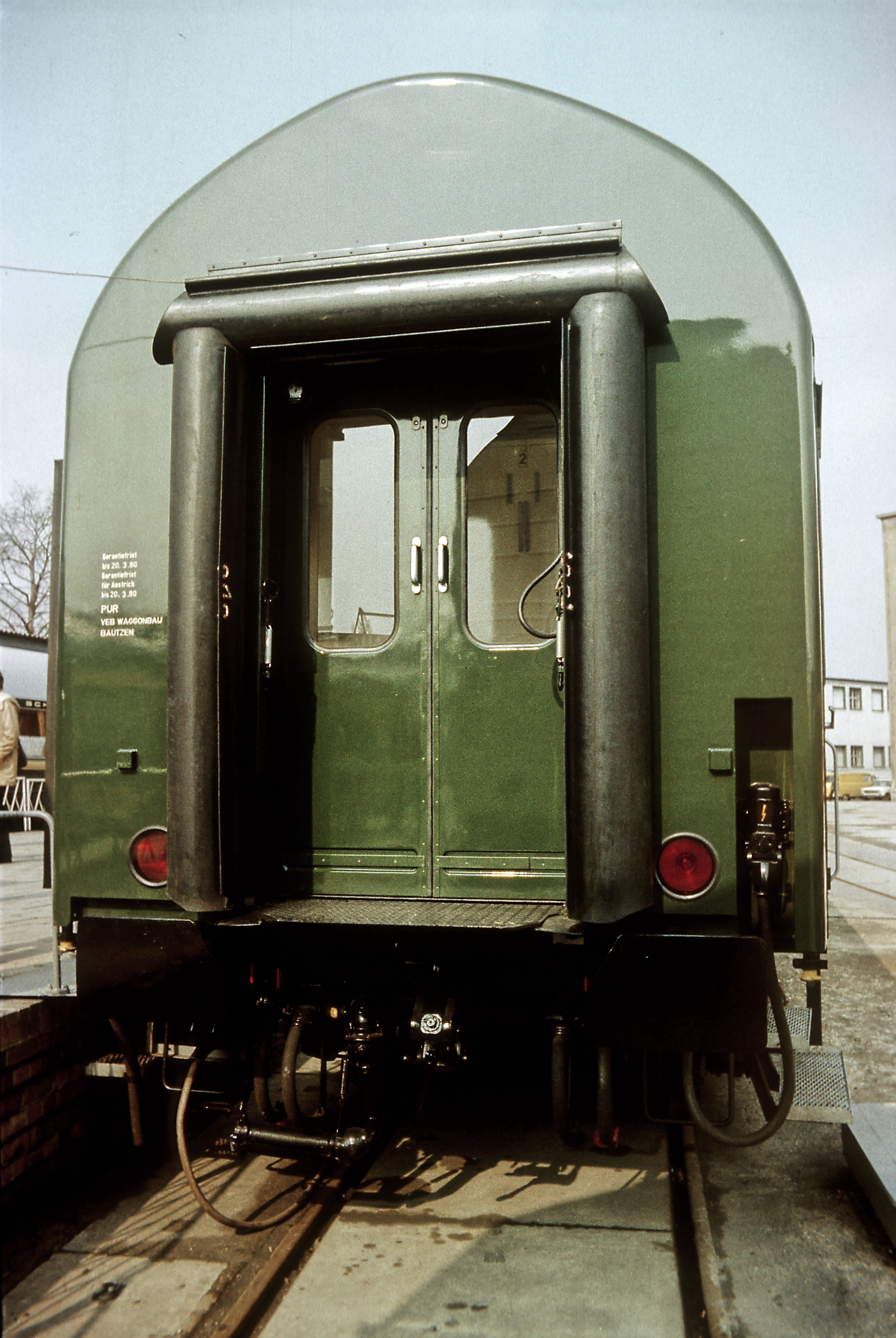
UIC 561 Gummiwulst mit Spanneinrichtungen zum Kuppeln mit Faltenbalg
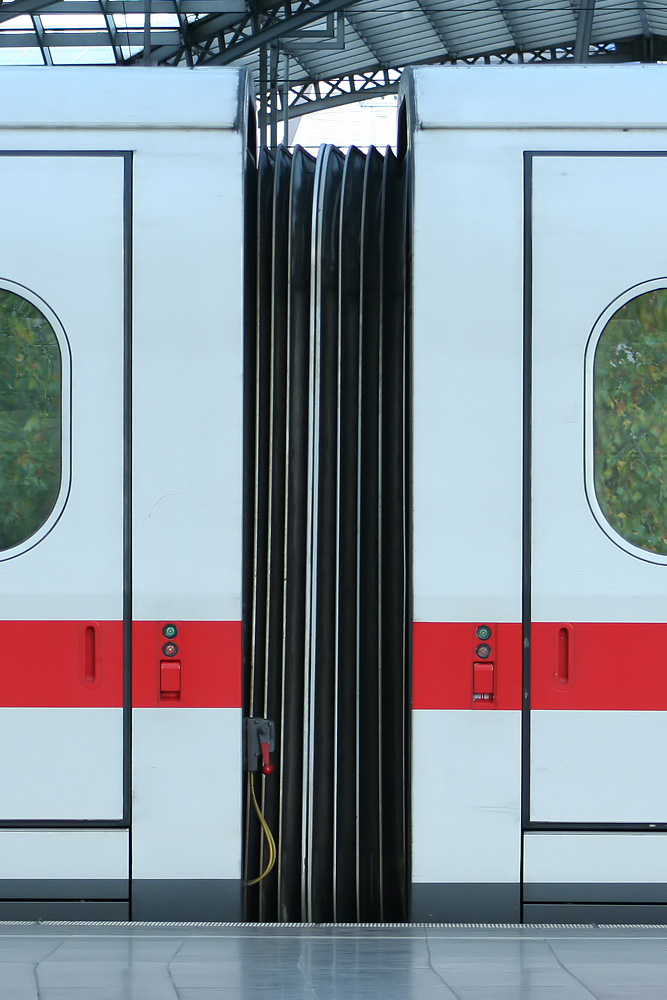
Druckertüchtigter Wellenbalg bei einem ICE 1
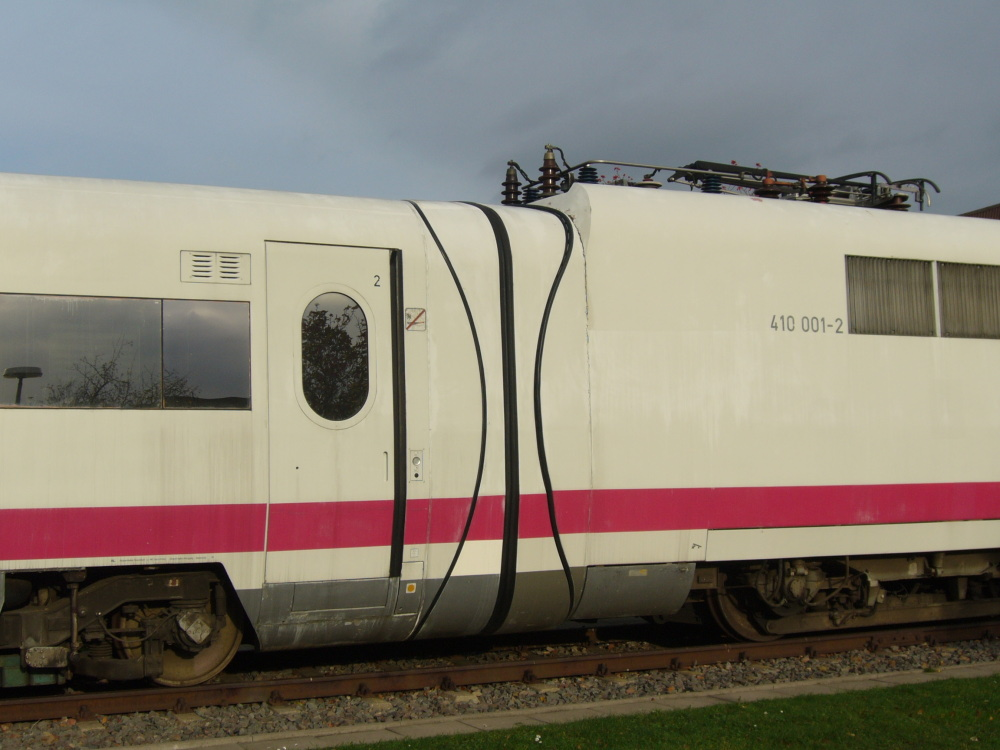
Formschlüssiger Wagenübergang des InterCity Experimental
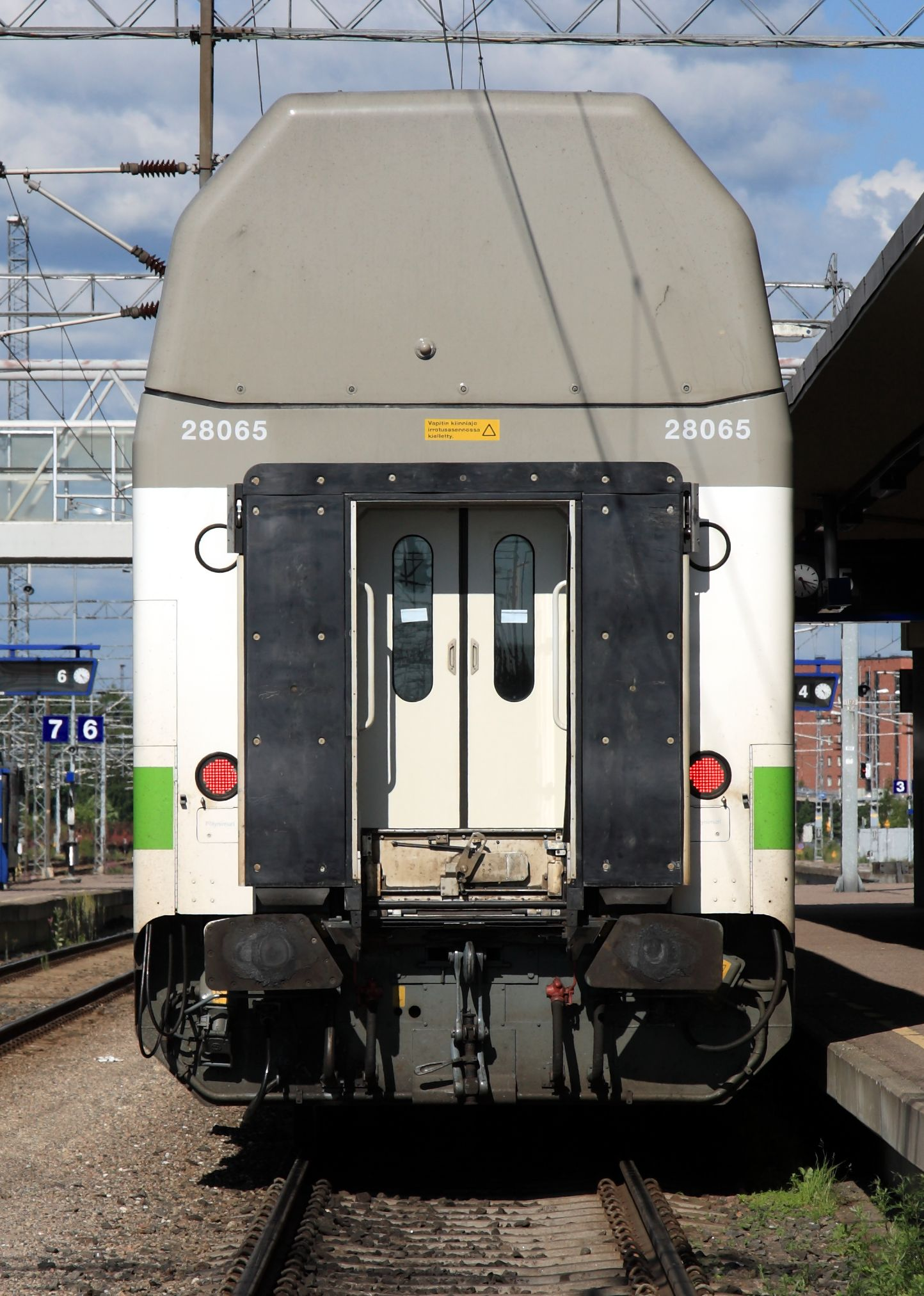
druckertüchtigter Hübner-Wagenübergang (ex SIG), mit Gummiwulstübergängen kuppelbar
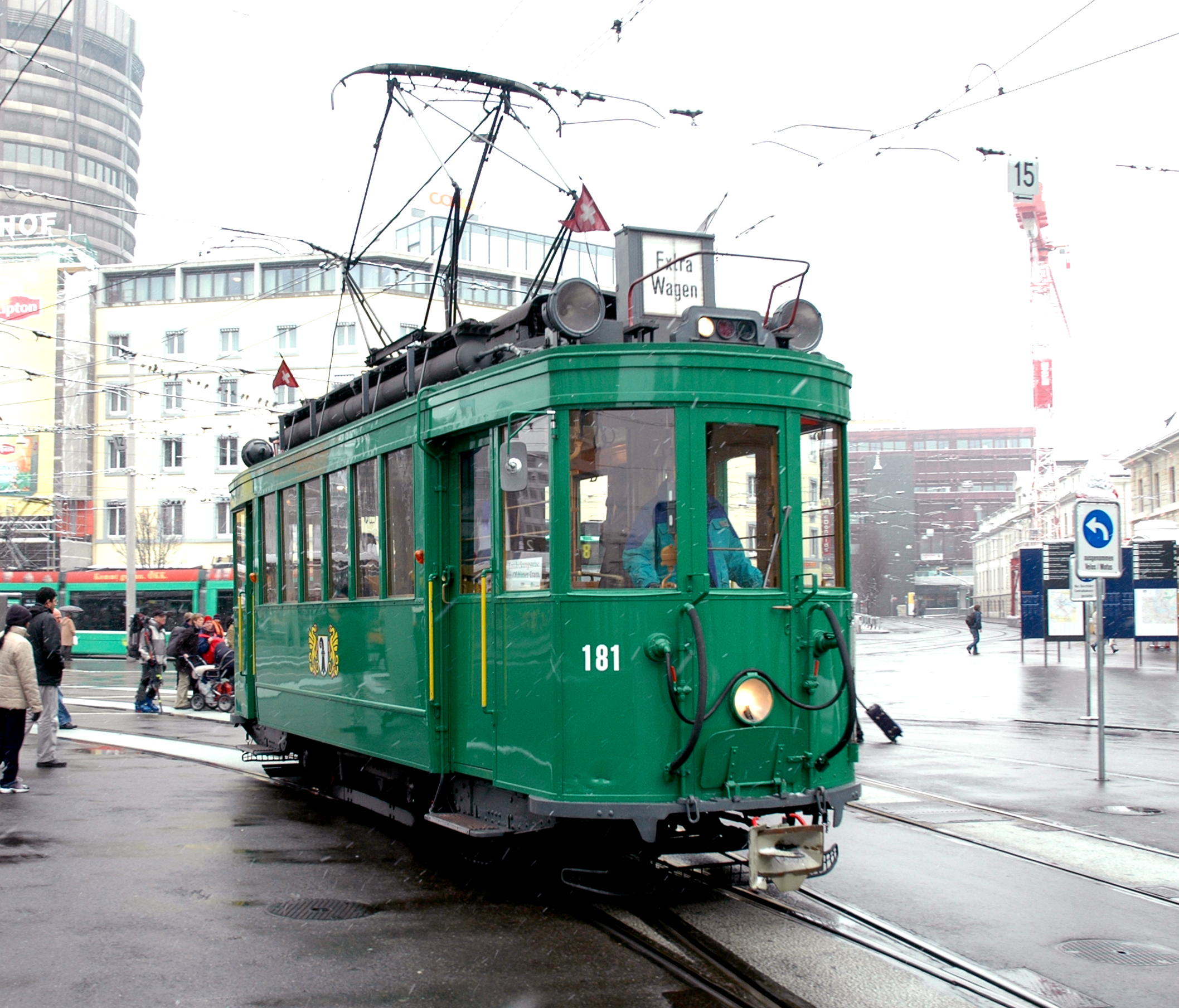
Selten sind Wagenübergänge bei Straßenbahnwagen, hier bei einem historischen Wagen in Basel
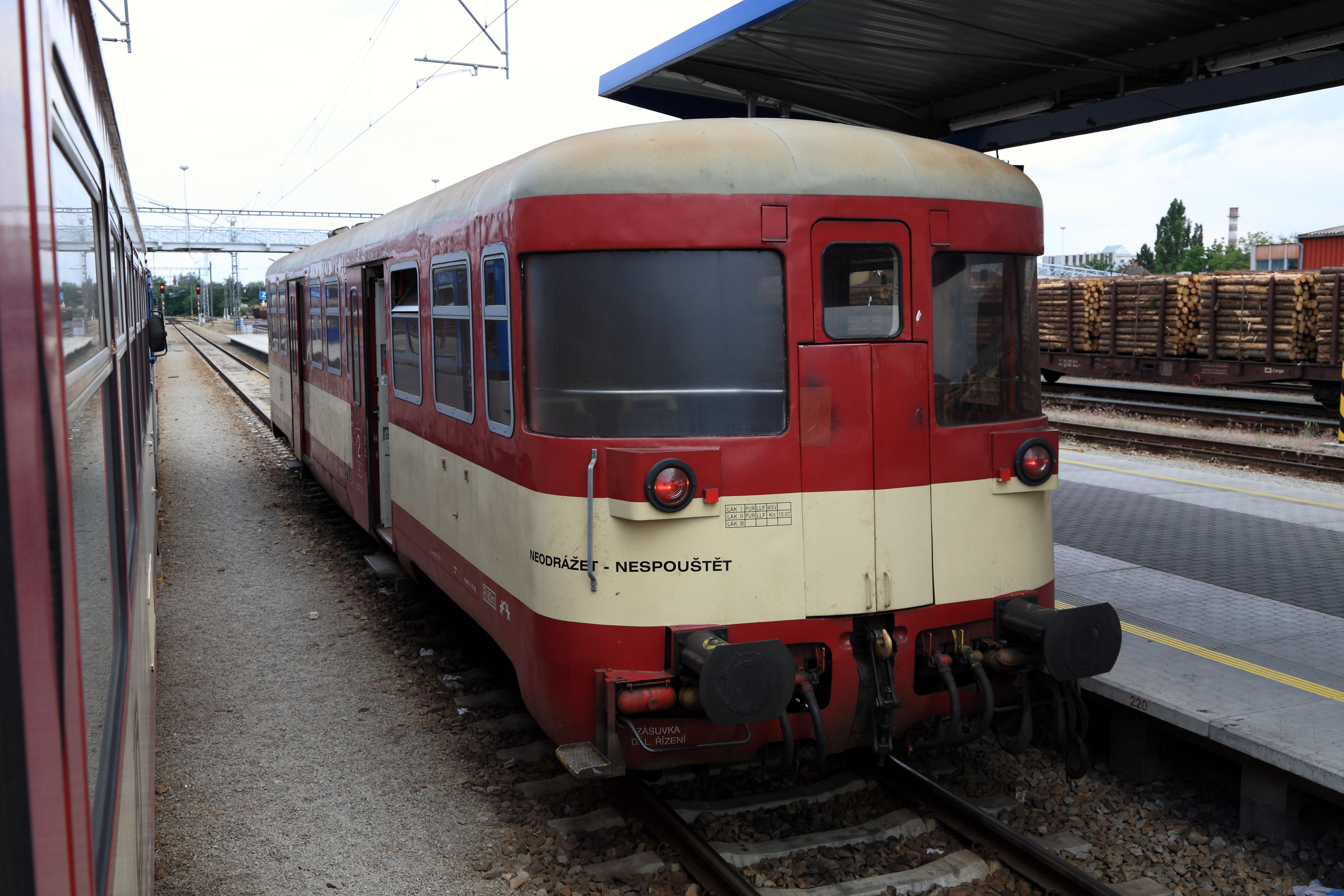
ČD-Beiwagen der Gattung Bix mit offenen, durch Scherengitter geschützten Übergängen in eingezogenem Zustand
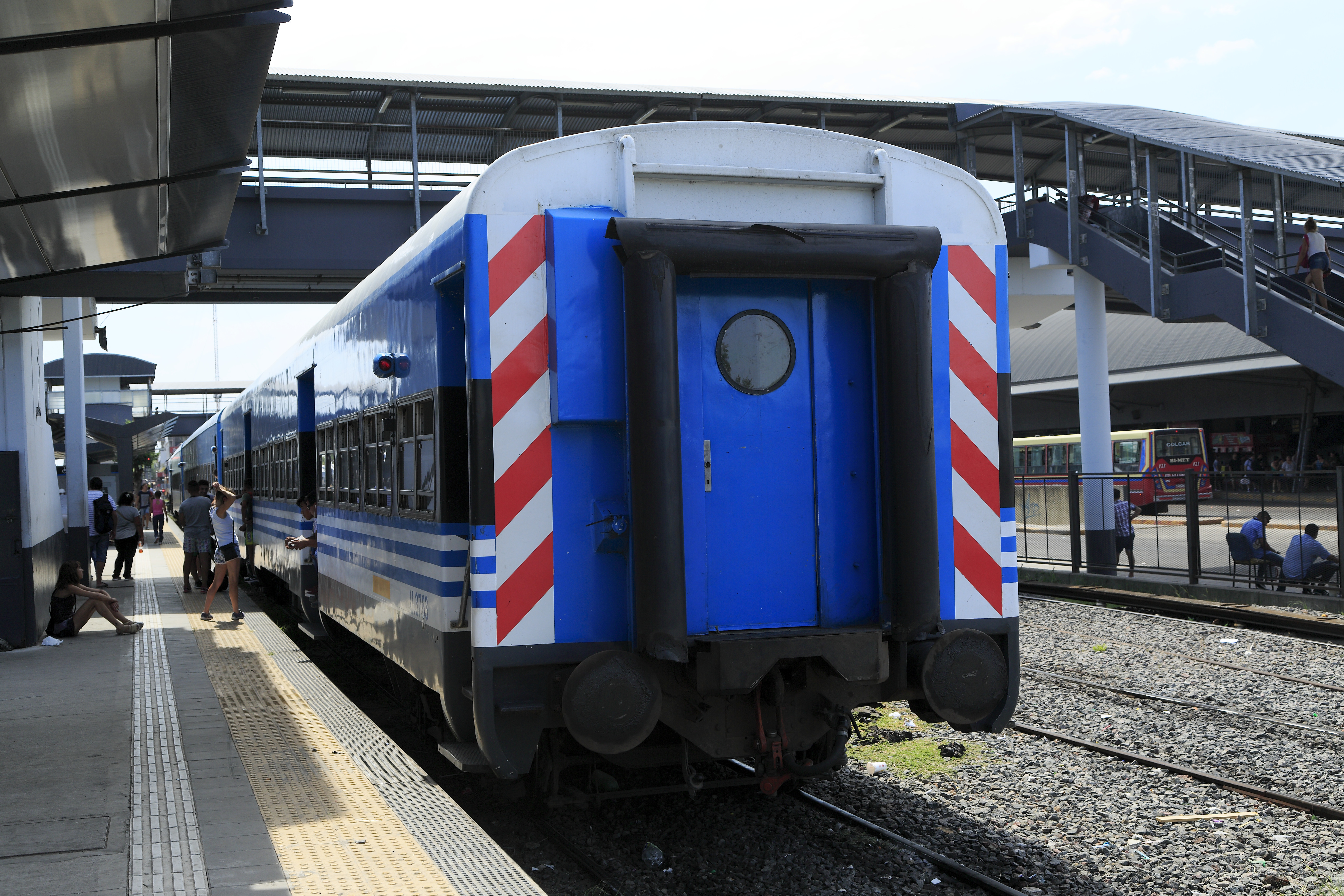
Reisezugwagen im Vorortverkehr von Buenos Aires. Klappbare Übergangsbrücken und damit ausreichend Arbeitsraum für den Kuppler gibt es bei dieser Bauart nicht.
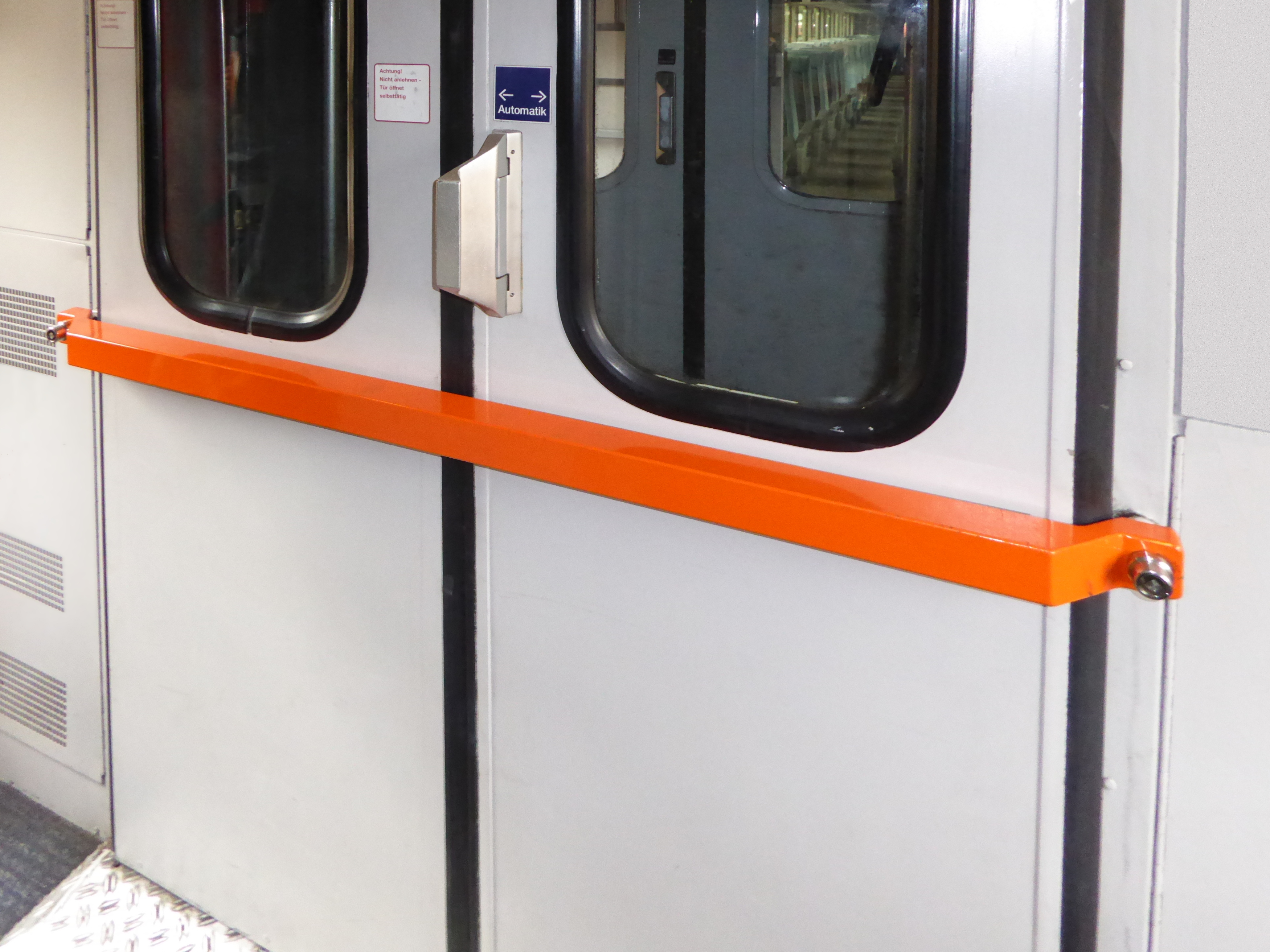
Zusätzlich verschlossener Wagenübergang eines druckgeschützten Reisezugwagens
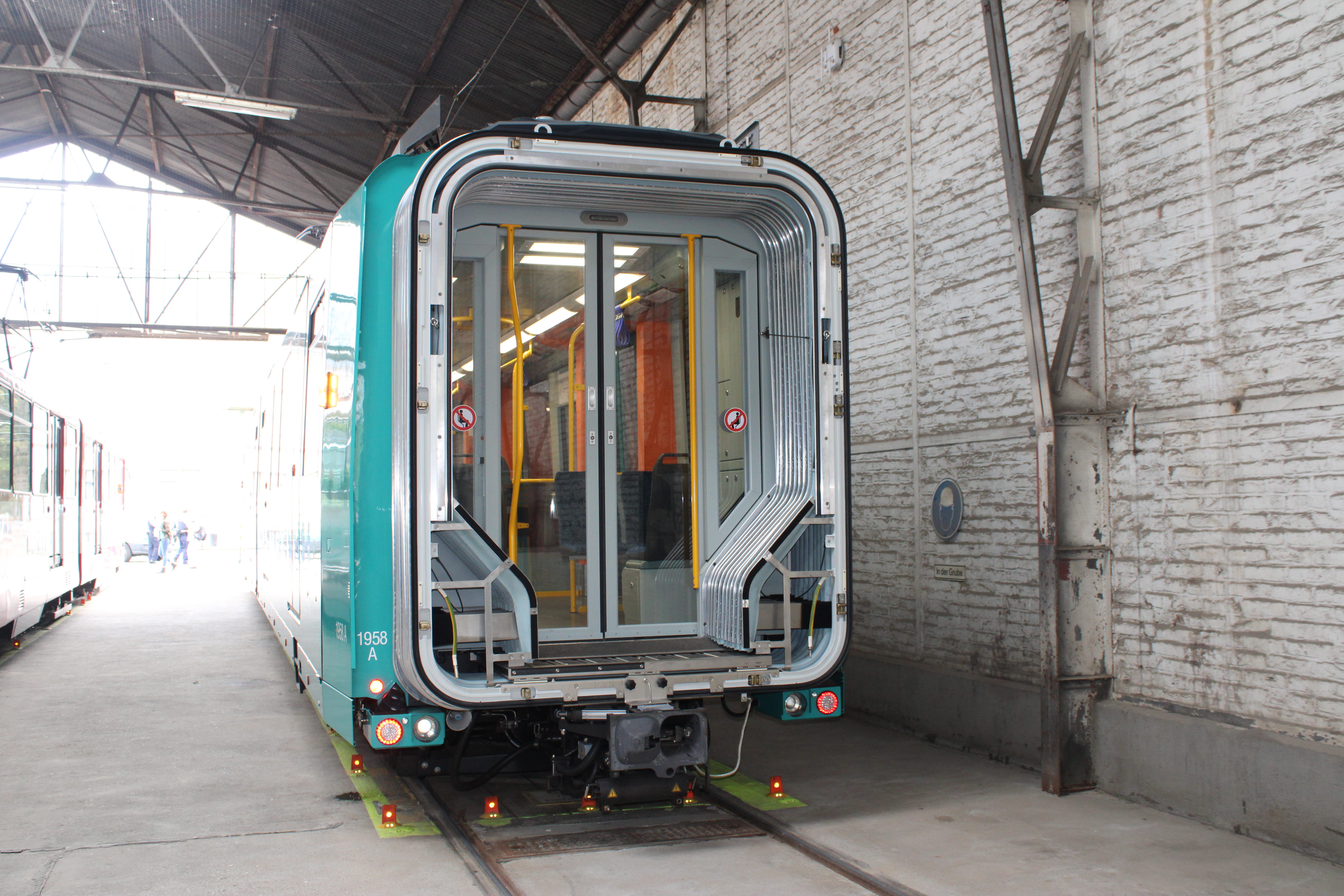
Wagenübergang an einem Stadtbahn-Wagen vom Typ U5-MW der VGF

## Technik
Allen Bauarten gemeinsam ist eine Übergangsbrücke, die aus je einem klapp- und verschiebbaren Blech an jedem Wagenende besteht. Die Bleche überlappen sich, so dass auch in Bögen eine geschlossene Trittfläche bestehen bleibt. Teilweise werden die Übergangsbrücken auch durch die Puffer oder den seitlichen Ausschlag der Kupplung geführt. Durch Blattfedern oder ähnliche Rückstellvorrichtungen werden die Übergangsbrücken in die Ausgangsstellung zurückbewegt.
Mit der Einführung von druckluftbetätigten Öffnungshilfen für die Übergangstüren, die beim Verschließen nicht deaktiviert werden, mussten insbesondere bei druckdichten und druckgeschützten Reisezugwagen zusätzliche Vorlegebalken eingeführt werden, die ein versehentliches Öffnen der Übergangstüren im ersten und letzten Wagen eines Zuges sicher verhindern.
In festgekuppelten Zugverbänden (Marschbahn, Railjet) sind oft Gliederbrücken im Fußboden eingebaut. In Triebzügen kommen Gliederbrücken, Kombinationsbrücken, Trittplatten oder Brückenbleche zum Einsatz.
Spezielle Übergangssysteme sind die Reibflächenübergänge, die Front End Gangways (FEG). Diese sind in Großbritannien weit verbreitet und ermöglichen, Triebzüge miteinander zu kuppeln und durchgängig begehbar zu machen. Die FEG werden durch Federelemente (Flexitoren) gegeneinander gepresst und sind somit spaltfrei verbunden.
Im InterCity Experimental waren erstmals formschlüssige Wagenübergänge verbaut, die den Luftwiderstand des Zuges stark reduzieren sollten. In den in Serie gebauten ICE-Zügen wurde das Konzept nicht übernommen.
Übergänge, die der Kontur des Wagenkastens folgen, werden aus aerodynamischen Gründen seit 2012 beim Zefiro China (CRH380D) und beim ETR 1000 eingesetzt.

## Wagenübergang im Güterverkehr
Wagenübergänge im Güterverkehr bestimmen nach den Leitungsvorschriften (LEIVO), welche Richteinheit von welchem Güterzug auf welchem Rangierbahnhof auf welchen Ausgangszug und zu welchem Auflöserangierbahnhof übergehen sollen. Die LEIVO sind fahrplanabhängig, und zur Umsetzung erhalten die Rangierbahnhöfe grafische „Wagenübergangspläne“ und handliche Rangierbehelfsübersichten.